# Синуэ, Жильбер
Жильбер Синуэ (род. 18 февраля 1947, Каир) — французский писатель, автор исторических романов, автор песен и классический гитарист.

## Биография
Жильбер Синуэ родился в Каире, Египет. Получил образование в католическом иезуитском пансионе Каира. После его окончания, в возрасте 19 лет уехал во Францию, чтобы учиться в Национальной консерватории в Париже, которую окончил по классу классической гитары. Позднее он занимался преподаванием игры на классической гитаре.
В 1987 году, в возрасте около 40 лет, Жильбер Синуэ опубликовал свой первый исторический роман «Порфира и Олива», посвящённый судьбе  раннехристианского папы римского Калликста I, который был восторженно встречен критиками и получил премию Жана д'Эра за лучший исторический роман. В 1989 году он опубликовал роман «Авицена или Исфаханская дорога», рассказывающий историю жизни знаменитого врача и учёного. 
Третий роман Жильбера Синуэ, «Египтянин», был написан на хорошо известном автору материале, и посвящён событиям из жизни Египта XVIII — XIX веков. Этот роман, опубликованный в 1991 году, получил литературную премию «Латинский квартал».
Среди других романов Синуэ следует особо отметить роман «Ереван», посвящённый событиям геноцида армян в Османской империи, и заслуживший положительные отзывы в Армении. Роман «Ереван» был переведён на русский и армянский языки. Французский певец армянского происхождения Шарль Азнавур написал предисловие к французскому изданию.
Также Синуэ является автором романов: «Дни и ночи» — рассуждения об исторических параллелях на фоне Аргентины эпохи танго; «Леди Гамильтон, супруга посла», посвященного биографии Эммы Гамильтон; «Последний фараон» — о противостоянии египетского паши Мухаммеда Али с Османской империей за независимость Египта. 
В 2004 году роман Жильбера Синуэ «Молчание бога» получил ежегодное французское гран-при за детективную литературу.
Также Жильбер Синуэ является сценаристом и автором песен, из-за одной из которых у него возник конфликт с российским исполнителем Филиппом Киркоровым, в связи с тем, что Киркоров, по словам Синуэ, исполнял его песню, не спросив на это разрешения автора. 

(Адквокат Жильбера Синуэ) пояснил, что Киркоров никогда не скрывал авторства, он везде указывал, что автор переработанной им композиции «Шелковая нить» — Синуэ. При всем этом российский певец не имел разрешения на переработку песни от самого Синуэ и не отчислял ему гонорары.
— Газета РБК.
Некоторые, но далеко не все, романы Синуэ доступны в переводе на русский.